# Superelektrophile Anionen

Abbildung 1: Kugel-Stab-Modell (Bor-Käfiggerüst (B) in Rosa und Substituenten (X = Halogene, CN) in Grau dargestellt)

Superelektrophile Anionen sind eine Klasse von molekularen Ionen, die trotz ihrer negativen Gesamtladung hochgradig elektrophiles Reaktionsverhalten zeigen. Damit sind sie sogar in der Lage, die besonders unreaktiven Edelgase oder molekularen Stickstoff bei Raumtemperatur zu binden. Die einzigen bisher bekannten Vertreter sind die aus den closo-Dodecaborat-Dianionen [B12X12]2− abgeleiteten Fragment-Ionen vom Typ [B12X11]−, wobei X für einen mit einem Boratom verbundenen Substituenten steht (vgl. Abb. 1). Aus diesem Grund behandelt der folgende Artikel ausschließlich superelektrophile Anionen dieses Typs.

## Überblick
Anionen sind negativ geladene Ionen und weisen daher in der Regel ein nukleophiles Reaktionsverhalten auf. Es konnte aber gezeigt werden, dass es Anionen gibt, die sich trotz negativer Ladung stark elektrophil verhalten. Das bedeutet, dass sie bei chemischen Reaktionen Bindungen mit Reaktionspartnern ausbilden, indem sie von diesen Elektronendichte aufnehmen. Dabei ist ihre Affinität zu Elektronen so groß, dass sie sogar in der Lage sind, sehr unreaktive kleine Moleküle wie Stickstoff (N2) oder Edelgasatome bei Raumtemperatur zu binden.  Aus diesem Grund nennt man sie „superelektrophile Anionen“. Weiterhin ermöglichen diese superelektrophilen Anionen eine direkte Reaktion mit üblicherweise schwer zu aktivierenden kleinen Alkanen wie Methan, sowie Reaktionen mit anderen Anionen, was zur Bildung von hochgeladenen Ionen führen kann.

Abbildung 2: Die Reaktion vom closo-Dodecaborat-Dianion [B_{12}X_{12}]^{2−} zum superelektrophilen Fragment-Anion [B_{12}X_{11}]^{−}, dargestellt durch Strukturformeln.

Die einzigen bislang bekannten superelektrophilen Anionen sind die Fragment-Ionen mit der Summenformel [B12X11]−, welche aus den closo-Dodecaborat-Dianionen [B12X12]2− erzeugt werden können. Das X bezeichnet hierbei jeweils einen mit einem Boratom verbundenen Substituenten, beispielsweise Cl oder Br.
Diese Fragment-Ionen können aufgrund ihrer hohen Reaktivität bislang ausschließlich in der evakuierten Gasphase eines Massenspektrometers erzeugt werden. Entsprechend wurden Reaktionen dieser Verbindungsklasse hauptsächlich in der Gasphase untersucht. In der kondensierten Phase konnten in kleinem Maßstab Reaktionsprodukte der superelektrophilen Anionen mithilfe der Ion Soft-Landing - Methode synthetisiert werden.
Potenzielle Anwendungen dieser Forschung beinhalten die Herstellung exotischer Verbindungen (z. B. Edelgasverbindungen), die für chemische Grundlagenforschung von Interesse sind. Wenn Synthesen mit superelektrophilen Anionen in größerem Maßstab möglich würden, könnten sie unter anderem auch für die Entwicklung von Reagenzien für Krebsmedikamente, beispielsweise im Zusammenhang mit der Bor-Neutroneneinfangtherapie (englisch: Boron Neutron Capture Therapy, BNCT) eingesetzt werden.

## Entstehung des Begriffs
Ursprünglich wurde der Begriff der Superelektrophilie ausschließlich für Dikationen verwendet.
Eingeführt wurde er von George A. Olah, als dieser herausfand, dass sich bestimmte elektrophile Monokationen in der kondensierten Phase durch die Anwesenheit von besonders starken Säuren – den sogenannten Supersäuren – aktivieren lassen. Dadurch werden diese Kationen deutlich reaktiver, als sie es unter üblichen Bedingungen sind. Diese gesteigerte Reaktivität führte er auf die Bildung zweifach positiv geladener Dikationen zurück, die er als „superelektrophil“ bezeichnete.
Später wurde der Begriff der Superelektrophilie auch in Gasphasenstudien häufig auf hochgradig reaktive Dikationen angewendet, die Edelgase bei Raumtemperatur binden können. Edelgase gelten allgemein als besonders reaktionsträge und um eine stabile Bindung mit einem Edelgas-Atom ausbilden zu können, muss diesem ein Elektronenpaar „entrissen“ werden. Dazu sind nur die stärksten Elektrophile in der Lage, wobei es sich in der Regel um Dikationen oder seltener um Monokationen handelt, da Elektrophilie mit einem Elektronenmangel einhergeht. Für Nukleophile, die bei Bindungsbildungen Elektronen zur Verfügung stellen, ist es hingegen unmöglich ein Edelgas stark zu binden, weil Edelgase negative Elektronenaffinitäten aufweisen. Es können sich lediglich schwache Wechselwirkungen ausbilden, die bei Raumtemperatur nicht stabil sind.
Da Anionen negativ geladen sind und formal einen Elektronenüberschuss aufweisen, zeigen sie in aller Regel nukleophiles Reaktionsverhalten und dürften daher nicht in der Lage sein, stabile Bindungen zu Edelgas-Atomen auszubilden. In direktem Gegensatz zu diesem intuitiven Konzept wurde 2017 jedoch gezeigt, dass das negativ geladene Gasphasen-Fragment-Anion [B12Cl11]− die Edelgase Krypton und Xenon bei Raumtemperatur binden kann und somit stark elektrophil sein muss. Im weiteren Verlauf konnte die Elektrophilie dieses Fragment-Anions sogar noch gesteigert werden, indem die Chlor-Atome (Cl) durch Cyano-Gruppen (CN) ausgetauscht wurden. Das dabei entstandene [B12(CN)11]−-Anion bindet auch das besonders unreaktive Edelgas Argon spontan bei Raumtemperatur und Neon bis zu einer Temperatur von maximal 50 Kelvin. Somit ist es das am stärksten elektrophile Anion, welches bislang bekannt ist.
Auch wenn Anionen also rein formal das von Olah publizierte Konzept der Superelektrophilie nicht erfüllen können, da es sich nur auf Kationen bezieht, zeigen diese speziellen Anionen jedoch eine Reaktivität, welche der von superelektrophilen Dikationen in der Gasphase stark ähnelt. Somit wurde der Begriff der superelektrophilen Anionen geprägt.

## Präkursoren

Abbildung 3: Kalotten-Modell des closo-Dodecaborat-Dianions [B_{12}X_{12}]^{2−}. (Volumen bis zur molekularen Oberfläche gefüllt, Farbgebung wie in Abbildung 1)

Die superelektrophilen Anionen [B12X11]− lassen sich aus den sehr stabilen closo-Dodecaborat-Dianionen [B12X12]2− durch Fragmentierung in der Gasphase erzeugen.
Die closo-Dodecaborat-Dianionen, die dabei als Vorläufer (Präkursoren) dienen, bestehen aus zwölf Boratomen, die in einer hochsymmetrischen, käfigartigen closo-Struktur angeordnet sind. Alle zwölf Boratome tragen einen Substituenten, (z. B. ein Halogenatom), welche gemeinsam die Außenhülle des Ions formen (vgl. Abb. 3).
Durch ihre dreidimensionale σ-aromatische Struktur sind die closo-Dodecaborat-Dianionen ausgesprochen stabile Verbindungen und können zur Stabilisierung reaktiver Kationen eingesetzt werden (vgl. schwach koordinierende Anionen).
Als Präkursoren für superelektrophile Anionen wurden bisher [B12X12]2−-Ionen mit den Halogenen (F, Cl, Br, I) oder Cyano-Gruppen (CN) als Substituenten (X) verwendet.

## Erzeugung
Um aus den closo-Dodecaborat-Dianionen [B12X12]2− die superelektrophilen Anionen zu erzeugen, wird im Massenspektrometer eine Fragmentierung mittels kollisionsinduzierter Dissoziation (englisch: Collision Induced Dissociation, CID) durchgeführt. Dabei wird ein Substituent (X−) aus dem Dianion-Vorläufer abgespalten, sodass von den zwölf Boratomen anschließend nur noch elf einen Substituenten tragen. Ein Boratom weist hingegen eine freie Bindungsstelle auf (vgl. Abb. 1 und 4).

Abhängig von der Art der Substituenten kann diese Fragmentierung direkt durch CID des Präkursors [B12X12]2− geschehen oder es wird zunächst ein sogenanntes anionisches Ionenpaar der Form M+[B12X12]2− erzeugt, welches durch CID das Neutralteilchen MX verliert. Das Kation M+ kann dabei zum Beispiel ein H+-Ion oder ein Alkali-Kation sein. Die direkte Fragmentierung des Präkursors ist möglich für die Chlor-, Brom- und Iod-Varianten (X = Cl, Br, I), während die zwischenzeitliche Erzeugung des anionischen Ionenpaars für die Präkursor-Varianten mit Fluor und Cyano-Gruppen als Substituenten (X = F, CN) erforderlich ist.

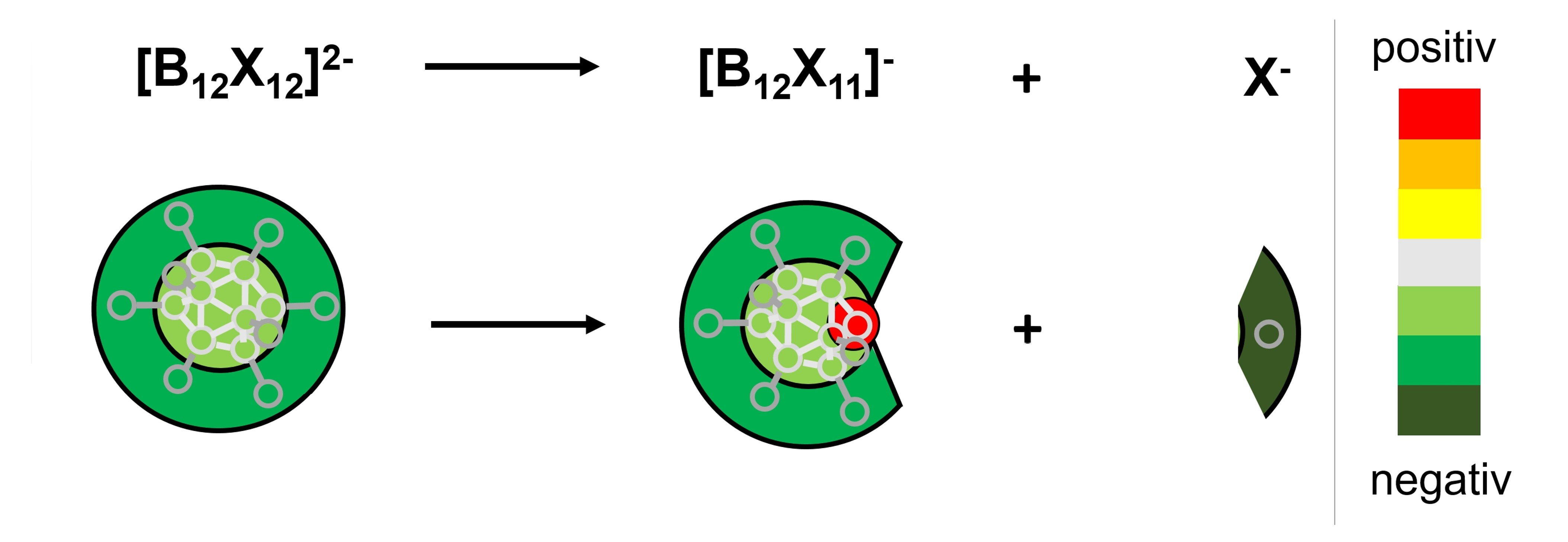
Abbildung 4: Fragmentierungsreaktion, bei der das elektrophile Anion [B_{12}X_{11}]^{−} entsteht. Farblich dargestellt sind die unterschiedlich geladenen Bereiche in Edukt und Produkt. Anmerkung: Die Farbgebung dient nur der Veranschaulichung und steht mit der tatsächlichen Ladung weder quantitativ noch linear in einem Zusammenhang.

## Eigenschaften
Die bei der Fragmentierung entstehende freie Bindungsstelle an einem der Boratome trägt eine erhebliche positive Teilladung und ist daher stark elektrophil, obwohl die Gesamtladung des Ions negativ ist (vgl. Abb. 4). An diesem vakanten Boratom befindet sich das niedrigste unbesetzte Molekülorbital (LUMO) mit negativer Orbitalenergie und das delokalisierte σ-Elektronensystem ist dort unterbrochen, was durch Untersuchungen mittels Electron Localization Index (ELI) gezeigt werden konnte.
Das starre und sehr stabile Dodecaborat-Gerüst verhindert mögliche intramolekulare Umlagerungsreaktionen, sodass das hochreaktive elektrophile Zentrum erhalten und chemisch zugänglich bleibt.

## Reaktivität und Bindungsbildung

### Reaktionen mit Edelgasen

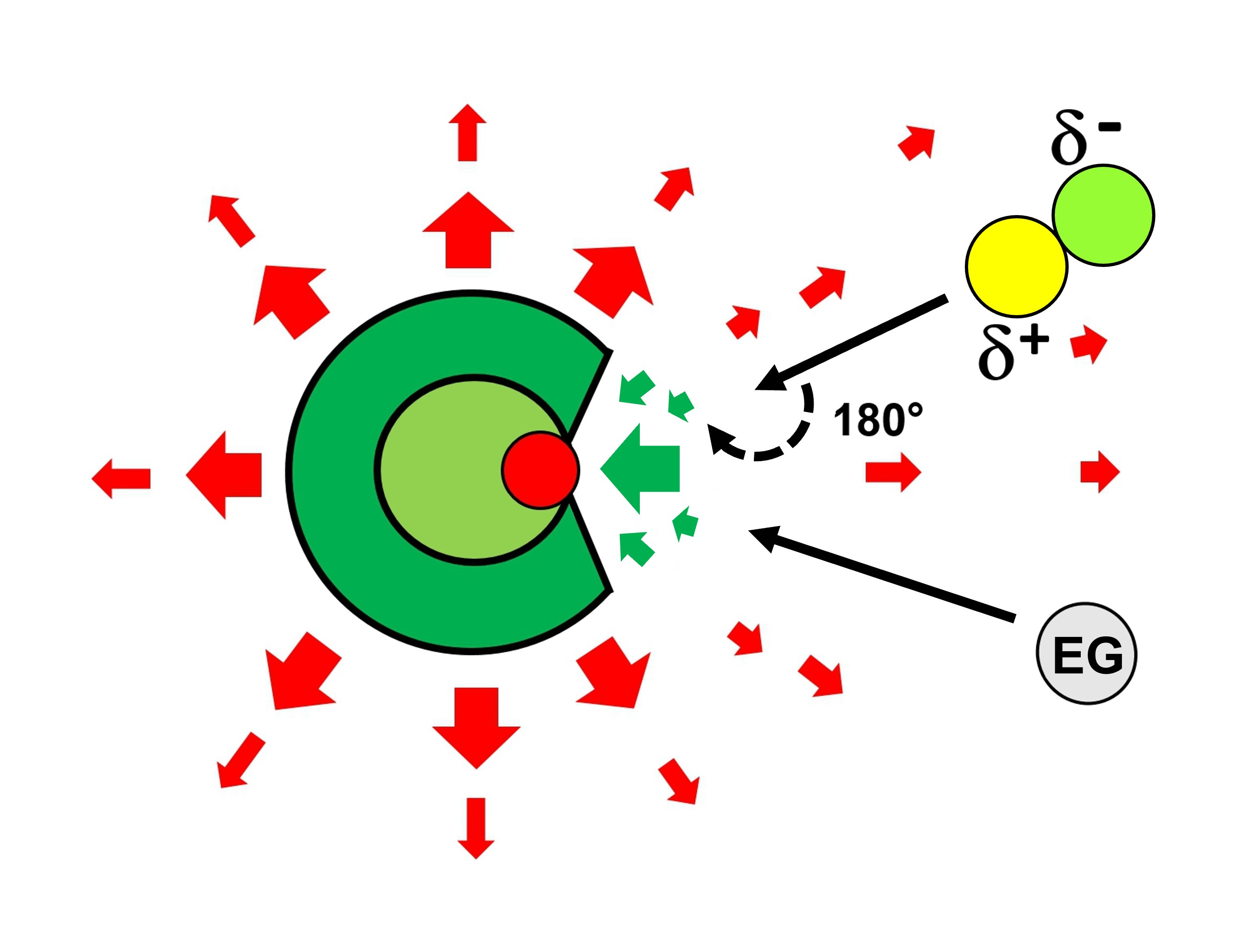
Abbildung 5: Veranschaulichung des elektrischen Feldes, welches aus der molekularen Ladungsverteilung resultiert. Die farbigen Pfeile stellen die Kraft dar, die auf eine negative Punktladung wirkt. Diese Kraft ist groß und anziehend in der Nähe der positiv geladenen Bindungsstelle (grüne Pfeile) und wird in größerer Entfernung aufgrund der negativen Gesamtladung abstoßend (rote Pfeile). Die Richtungsänderung des elektrischen Feldes in der Nähe der Bindungsstelle führt zu einer Umkehrung der bevorzugten Orientierung eines Dipols. Anmerkung: Für die Farbgebung wurde dieselbe Farbskala wie in Abbildung 4 verwendet.

Die superelektrophilen Anionen weisen besondere Eigenschaften auf, die in dieser Kombination sehr außergewöhnlich sind und die Ausbildung stabiler Edelgasbindungen ermöglichen. Dazu zählen die starke Elektrophilie und die strukturelle Stabilität der Anionen, die bereits im Abschnitt Eigenschaften erläutert wurden. Darüber hinaus wurden drei weitere Aspekte diskutiert, die für die Bindungsbildung zu Edelgasen förderlich sein könnten:

#### 1. Begünstigte Bildung und Stabilisierung des Kollisionskomplexes
Die stark elektrophile (positive) Bindungsstelle innerhalb des insgesamt anionischen Rahmengerüsts erzeugt ein ungewöhnliches elektrisches Feld in der Nähe des reaktiven Boratoms. Polare Nukleophile, die sich dem Anion in der bevorzugten Ausrichtung nähern, müssen ihre Orientierung ändern, damit die nukleophile Stelle mit dem Anion reagieren kann. Dies könnte zu einer signifikanten Zentrifugalbarriere führen und die Anzahl reaktiver Kollisionen verringern. Auf unpolare Moleküle wie Edelgase hat dieser Effekt keinen Einfluss (vgl. Abb. 5). Das große Molekülgerüst dieser mehratomigen Käfig-Anionen erlaubt eine Umverteilung der Kollisionsenergie durch den Stoß der Reaktionspartner über die vielen insbesondere niederenergetischen Schwingungsfreiheitsgrade, so dass der Kollisionskomplex langlebig genug ist, um durch Kollisionskühlung stabilisiert zu werden.

#### 2. Schutz vor Substitution
Nachdem das Edelgas an das Boratom gebunden hat, wird sein Austausch durch ein Nukleophil im Rahmen einer typischen SN2-Reaktion durch die Käfigstruktur des Borats verhindert, da die Edelgas-Bor-Bindung sterisch abgeschirmt ist (vgl. Abb. 6).

#### 3. Günstige Elektrostatik und Dispersionskräfte

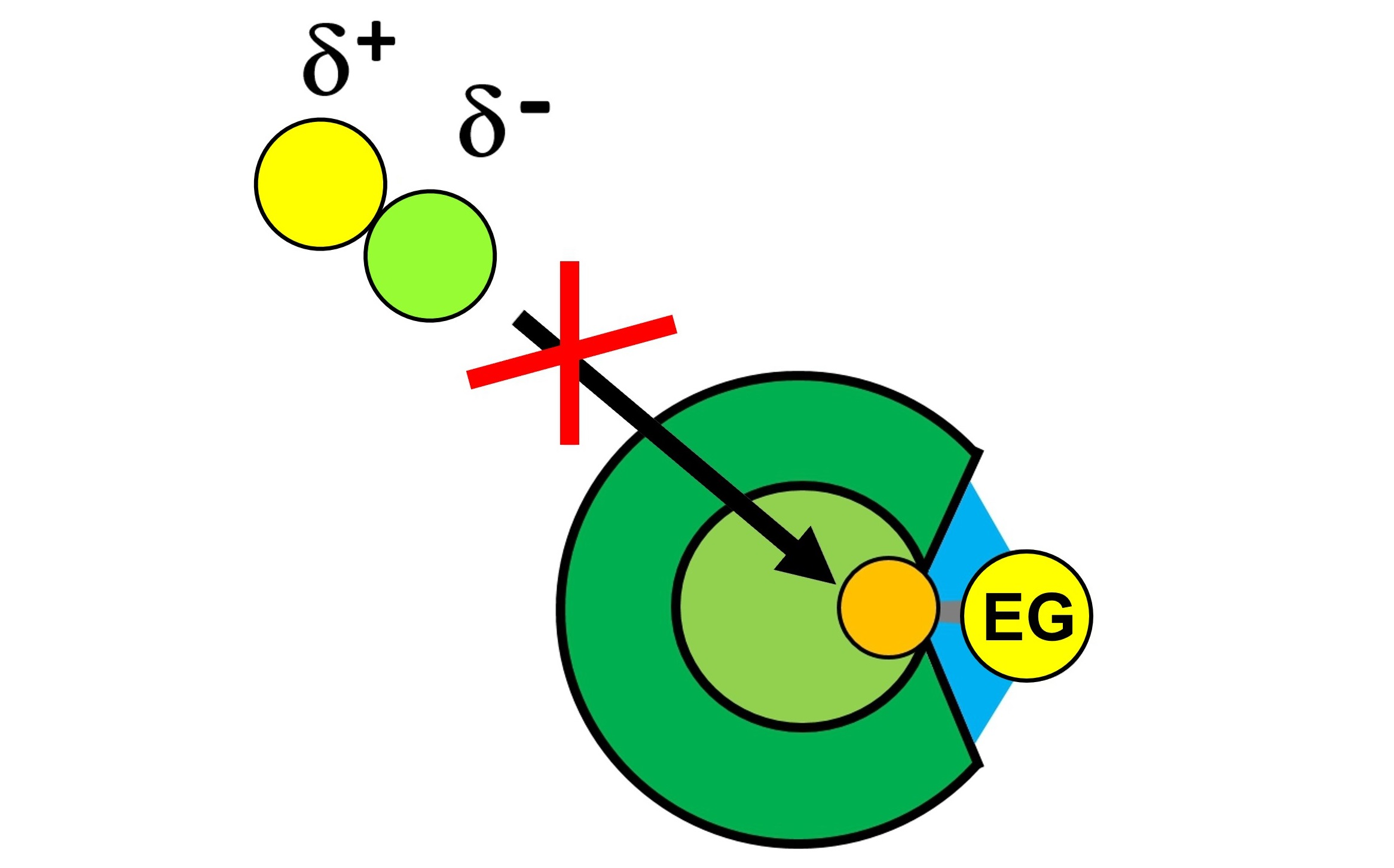
Abbildung 6: Das Edelgas-Atom bindet an die positive Bindungsstelle, liefert Elektronendichte (koordinative Bindung, dunkelgrau) und wird dadurch schwach positiv. Dies ermöglicht anziehende elektrostatische Wechselwirkungen mit der umgebenden, negativ geladenen Substituentenhülle. SN_{2}-Austauschreaktionen des gebundenen Edelgasatoms werden durch das Dodecaborat-Gerüst verhindert (Reaktionsweg rot durchgestrichen). Zusätzlich ist eine große Kontaktfläche für Dispersionswechselwirkungen vorhanden (hellblau). Anmerkung: Für die Farbgebung wurde dieselbe Farbskala wie in Abbildung 4 verwendet.

Zusätzlich zu der koordinativen Edelgas-Bor-Bindung tragen Dispersionswechselwirkungen und die Elektrostatik zur Stabilisierung des Edelgaskomplexes bei. Die elektrophile Bindungsstelle befindet sich innerhalb eines Kraters, der durch fünf teilweise negativ geladene Substituenten X definiert wird, die einen großen Wechselwirkungsbereich für die Ausbildung anziehender London-Dispersionskräfte bieten. Das gebundene Edelgas-Atom hingegen liefert dem benachbarten Boratom Elektronendichte und wird somit schwach positiv, wodurch eine anziehende und stabilisierende elektrostatische Wechselwirkung zu den umgebenden Substituenten eine Rolle spielen könnte (vgl. Abb. 6).

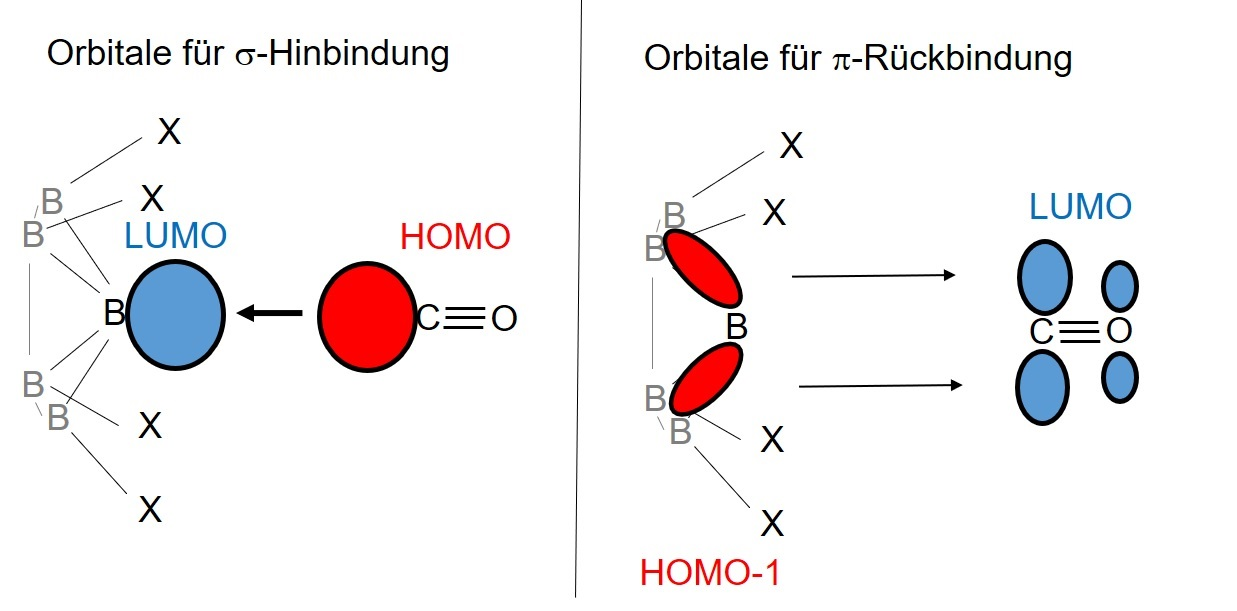
Abbildung 7: Vereinfachte Darstellung der Orbitalwechselwirkungen, die für die Bindung von CO (und N_{2}) und das elektrophile Anion eine Rolle spielen.

Zu den Reaktionen der einzelnen Fragment-Ion-Varianten mit den verschiedenen Edelgasen siehe auch Abschnitt Varianten.

### Reaktionen mit biatomaren Molekülen: N2, CO
Die Bindung der biatomaren Moleküle CO und N2 an superelektrophile Anionen wurde mithilfe von Massenspektrometrie, Infrarotphotodissoziations (IRPD)-Spektroskopie und theoretischen Berechnungen untersucht. CO bindet über seinen nukleophilen Kohlenstoff an das vakante Boratom des elektrophilen Anions. Im Gegensatz zur Reaktion mit Edelgasen erfolgt die Bindung jedoch nicht nur durch eine σ-Hinbindung der Nukleophile CO und N2. Das elektrophile Anion schiebt über eine π-Rückbindung Elektronendichte in die antibindenden π-Orbitale von N2 und CO, was die Bindung zum elektrophilen Anion zusätzlich stärkt.
Zu den Reaktionen der einzelnen Fragment-Ion-Varianten mit CO und N2 siehe auch Abschnitt Varianten.

### Reaktionen mit gesättigten Kohlenwasserstoffen
Die hohe Reaktivität der [B12X11]−-Anionen ermöglicht nicht nur Reaktionen mit Edelgasen, sondern auch eine direkte Funktionalisierung gesättigter Kohlenwasserstoffe. 

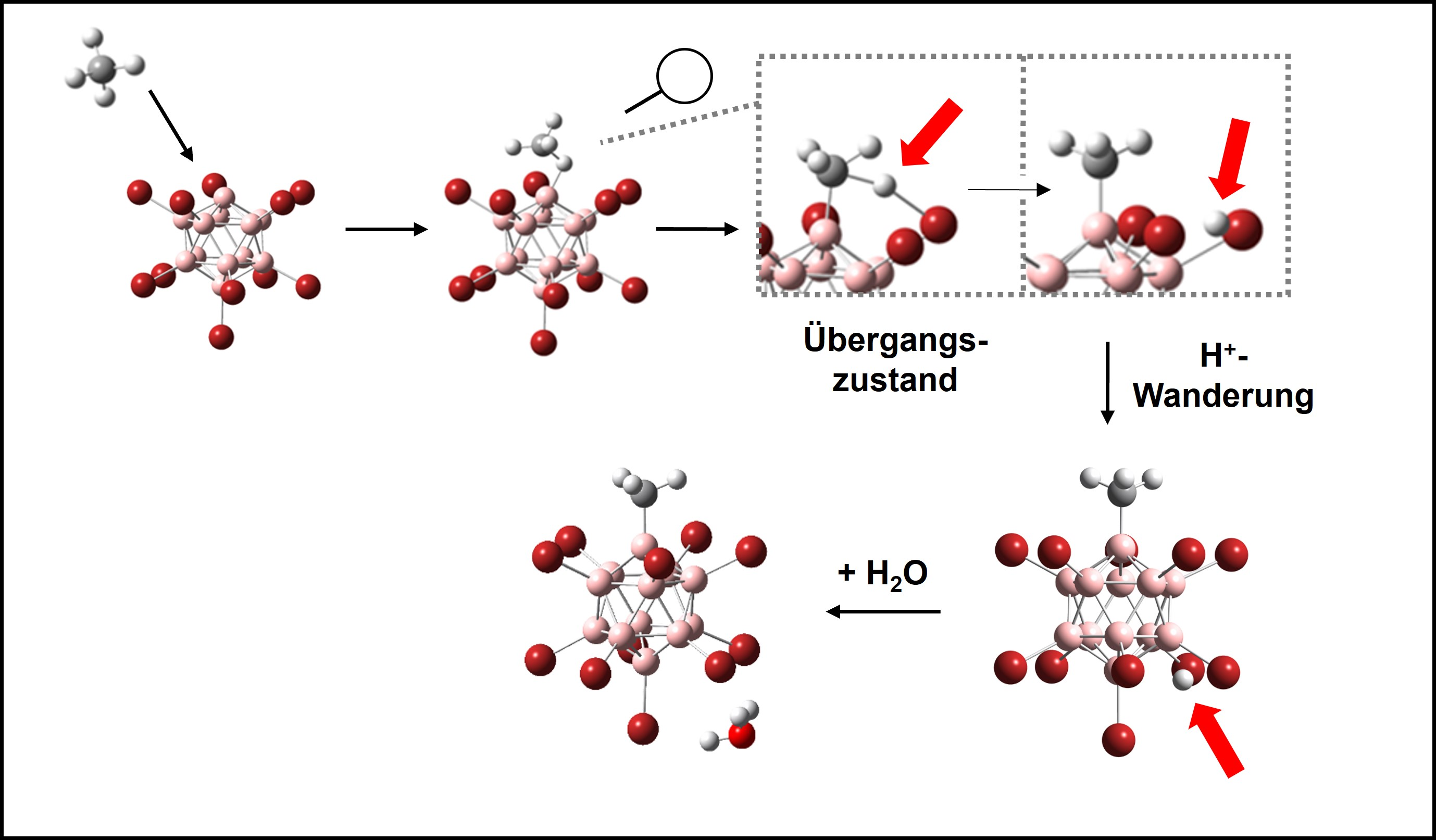
Abbildung 8: Schema zur Reaktion von [B_{12}Br_{11}]^{−} mit Methan. Das superelektrophile Anion spaltet ein Proton aus dem Methan ab und wirkt dann anschließend als anionische Säure, sodass Wasser protoniert werden kann.

Zur Aufklärung des Reaktionsmechanismus' wurden Detailuntersuchungen zur Reaktivität von [B12Br11]− und [B12Cl11]− mit Methan in der Gasphase durchgeführt. Die Untersuchungen der Molekülstrukturen erfolgten dabei mithilfe der IR-Spektroskopie. Es konnte gezeigt werden, dass das elektrophile Boratom mit der wenig polaren C–H-Bindung reagiert. Der Kohlenstoff stellt den partiell negativen (nukleophilen) Teil der Bindung dar. Es kommt zu einer heterolytischen Bindungsspaltung der C–H-Bindung, was formal zu einem Carbanion [CH3]− und einem Proton H+ führt. Das Carbanion bindet an das elektrophile Boratom des [B12X11]−, sodass sich das Dianion [B12X11CH3]2− bildet, während das H+-Ion in der Gasphase elektrostatisch an dieses Dianion gebunden bleibt. Das insgesamt einfach geladene Ion [B12X11CH3]2−[H]+ ist eine Brønsted-Säure. Bei Kontakt mit Wasser bildet sich [B12X11CH3]2−[H3O]+, welches durch die charakteristische „Regenschirmschwingung“ des koordinierten Hydronium-Ions (H3O)+ nachgewiesen werden kann (vgl. Abb. 8 und 9). Darüber hinaus wurden die Fragment-Ionen [B12Br11]− und [B12Cl11]− mit der Ion Soft-Landing-Methode auf Oberflächen deponiert und dort mit den Alkylketten von organischen Verbindungen zur Reaktion gebracht. Die Anbindung an die unpolaren Alkylketten geschah selektiv in Gegenwart von deutlich reaktiveren funktionellen Gruppen wie Aromaten und Estergruppen. Diese erstaunliche Bevorzugung von C–H-Gruppen als Reaktionspartner könnte damit zusammenhängen, dass in solchen Oberflächenschichten hydrophobe Alkylgruppen in Richtung Vakuum ausgerichtet sind. Die superelektrophilen Anionen reagieren direkt an der Grenzfläche zum Vakuum mit C–H-Gruppen der Phthalat-Alkylgruppen nach dem in Abbildung 8 dargestellten Mechanismus für Methan.

Abbildung 9: IRPD-Spektrum des Reaktionsproduktes von [B_{12}X_{11}]^{−} und Methan. Animiert sind die Schwingungsbewegungen der stark IR-aktiven Moden einschließlich der charakteristischen Inversionsschwingung des koordinierten Hydronium-Ions. (Für bewegte Animation der Abbildung bitte darauf klicken.)

### Reaktionen mit Anionen
In der Gasphase können Ionen-Ionen-Reaktionen in der Regel nur zwischen Ionen mit entgegengesetzter Polarität – also zwischen Anion und Kation – stattfinden. Die Reaktionspartner ziehen sich dann durch die Coulomb-Kraft mit langer Reichweite an und die komplementären Reaktivitäten des nukleophilen Anions und des elektrophilen Kations bewirken die Ausbildung einer stabilen Bindung. Auf der anderen Seite hat ein Anion für gewöhnlich keine Affinität zu anderen Anionen, da zum einen die große Coulomb-Barriere Ionen gleicher Polarität auf Abstand hält und zum anderen zwischen zwei Nukleophilen die thermodynamische Triebkraft fehlt, eine Bindung auszubilden. Durch die starke Elektrophilie der [B12X11]−-Ionen entsteht jedoch eine solche Triebkraft, sodass es möglich sein müsste, zu einigen Anionen stabile Bindungen aufzubauen und hochgeladene Ionen zu bilden. Allerdings haben die abstoßenden elektrostatischen Wechselwirkungen eine lange Reichweite und können daher in der Gasphase nicht von diesen elektrophilen Anionen überwunden werden. Die Anionen werden somit auf Abstand gehalten und können nicht miteinander reagieren. Um dieses Problem zu umgehen, wurden die entsprechenden Anionen mithilfe der Ion Soft-Landing-Methode auf geerdeten Oberflächen gezielt zusammengeführt. So konnte beispielsweise aus dem hochreaktiven Fragment-Anion [B12I11]− und dem stabilen Dianion [B12I12]2− das Trianion [B12I11-I-B12I11]3− erzeugt werden.

## Varianten

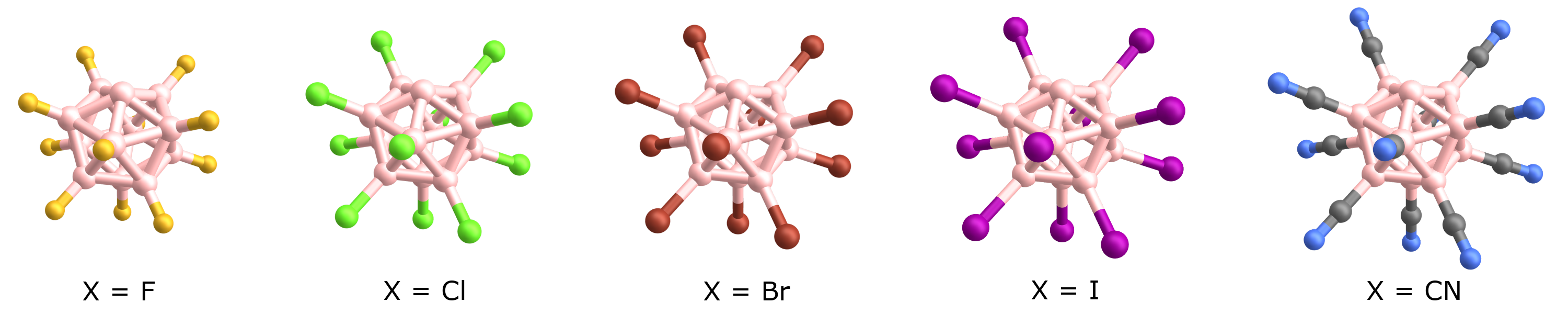
Abbildung 10: Struktur der experimentell untersuchten elektrophilen Fragment-Anionen [B_{12}X_{11}]^{−} mit den verschiedenen Substituenten X.

Durch Austausch der Substituenten (X) lassen sich verschiedene Varianten der closo-Dodecaborat-Vorläufer und somit auch der Fragment-Anionen erzeugen. Experimentell wurden bislang fünf Varianten in der Gasphase hergestellt und deren Reaktivität untersucht: Die Fragment-Anionen [B12X11]− mit den Substituenten X = F, Cl, Br, I und CN.
Die Art der Substituenten beeinflusst maßgeblich die Elektrophilie des Fragment-Anions. Dabei scheint die thermodynamische Stabilität des Vorläufer-Dianions eine wichtige Rolle zu spielen. Als grobe Faustregel gilt:
„Je elektronisch stabiler das Vorläufer-Dianion ist, desto stärker elektrophil ist
das entsprechende durch Gasphasenfragmentierung erzeugte Monoanion.“
Tabelle 1 liefert eine Übersicht zu den bei Raumtemperatur möglichen Reaktionen zwischen den verschiedenen Edelgasen und experimentell zugänglichen Varianten der superelektrophilen Anionen. Des Weiteren zeigt sie, wie die Reaktivität der Varianten mit der elektronischen Stabilität des Präkursors und mit der berechneten atomaren Ladung des vakanten Bors einhergeht.
|                                                 | [B12F11]−                             | [B12I11]−                             | [B12Cl11]−                            | [B12Br11]−                            | [B12(CN)11]−                          |
| ----------------------------------------------- | ------------------------------------- | ------------------------------------- | ------------------------------------- | ------------------------------------- | ------------------------------------- |
| Ne                                              | Rotes X oder Kreuzchensymbol für nein | Rotes X oder Kreuzchensymbol für nein | Rotes X oder Kreuzchensymbol für nein | Rotes X oder Kreuzchensymbol für nein | Rotes X oder Kreuzchensymbol für nein |
| Ar                                              | Rotes X oder Kreuzchensymbol für nein | Rotes X oder Kreuzchensymbol für nein | Rotes X oder Kreuzchensymbol für nein | Rotes X oder Kreuzchensymbol für nein | Grünes Häkchensymbol für ja           |
| Kr                                              | Rotes X oder Kreuzchensymbol für nein | Rotes X oder Kreuzchensymbol für nein | Grünes Häkchensymbol für ja           | Grünes Häkchensymbol für ja           | Grünes Häkchensymbol für ja           |
| Xe                                              | Grünes Häkchensymbol für ja           | Grünes Häkchensymbol für ja           | Grünes Häkchensymbol für ja           | Grünes Häkchensymbol für ja           | Grünes Häkchensymbol für ja           |
| Elektronische Stabilität des Präkursors (in eV) | 1,9                                   | 2,9                                   | 3,0                                   | 3,2                                   | 5,3                                   |
| Atomare Ladung des vakanten Bors (in e)         | + 0,45                                | + 0,66                                | + 0,64                                | + 0,64                                | + 0,82                                |

Es zeigt sich, dass die Reaktivitäten von [B12Cl11]− und [B12Br11]− als ähnlich eingestuft werden können, während [B12F11]− und [B12I11]− weniger reaktiv sind. Die reduzierte Edelgasbindungsstärke kann im Fall von X = F auf ein weniger elektrophiles vakantes Boratom zurückgeführt werden, denn die mithilfe der Natural Population Analysis (NPA)-Methode berechnete atomare Ladung des vakanten Bors beträgt + 0,45 e, während sie für die anderen Halogene deutlich größer ist (für X = Cl beispielsweise + 0,64 e). Im Fall von X = I ist das Boratom zwar ähnlich elektrophil wie für X = Cl und X = Br, allerdings sind die sterisch sehr anspruchsvollen Iod-Liganden hinderlich für die Bindungsbildung.

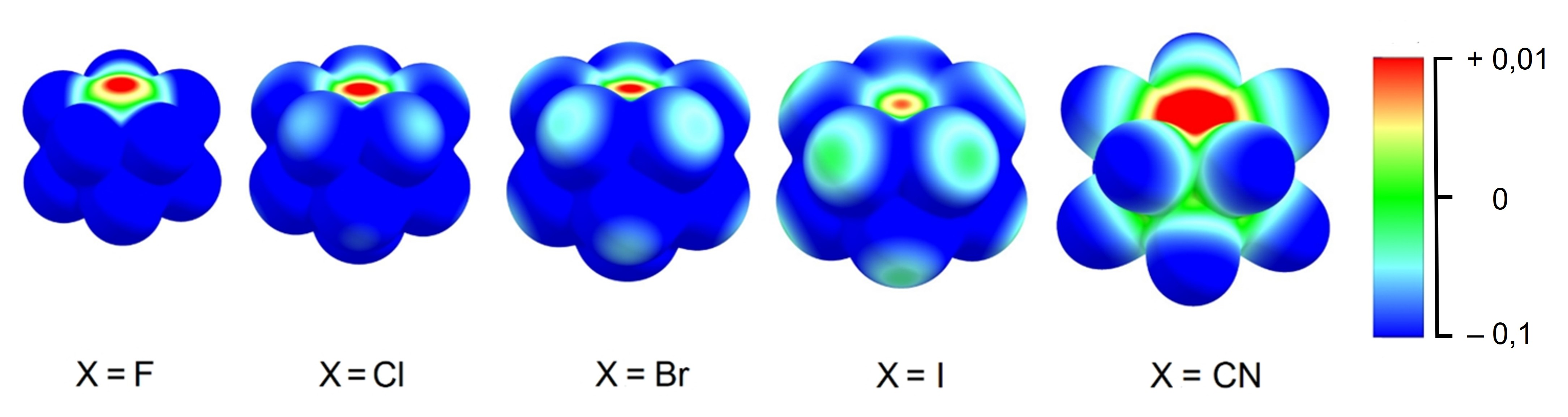
Abbildung 11: Visualisierung des elektrostatischen Potentials auf der molekularen Oberfläche der verschiedenen superelektrophilen Anionen. Positives Potential ist rot, neutrales Potential grün und negatives Potential blau dargestellt, vgl. Farbskala rechts (Einheit: a.u.). Anmerkung: Die Skala verläuft linear, allerdings hat das Gefälle im negativen Bereich (von Grün nach Blau) einen zehnmal so großen Betrag wie die Steigung im positiven Bereich (von Grün nach Rot).

Im [B12(CN)11]− hingegen ist das vakante Boratom mit einer atomaren Ladung von + 0,82 e signifikant elektrophiler als diejenigen der halogenierten Varianten (vgl. Abb. 11).
Abbildung 11 zeigt das elektrostatische Potential auf der molekularen Oberfläche der verschiedenen [B12X11]−-Varianten und veranschaulicht damit die unterschiedlichen Reaktivitäten der vakanten Boratome, die zum einen durch die Stärke des Elektronenmangels (positives elektrostatisches Potential in Rot dargestellt) und zum anderen durch die Zugänglichkeit des elektrophilen Zentrums beeinflusst werden. Letzteres hängt maßgeblich von der Größe der Substituenten X ab, da diese zu einer räumlichen Abschirmung des vakanten Boratoms beitragen.
Bei den Reaktivitäten ist jedoch zu beachten, dass diese maßgeblich von der Art des verwendeten Reaktionspartners abhängen. Vereinfacht ausgedrückt haben die Varianten also unterschiedliche Vorlieben, was ihre nukleophilen Reaktionspartner angeht. Das bedeutet, dass eine Variante, die sich bestimmten Reaktionspartnern gegenüber reaktiver verhält als eine andere Variante, nicht universell reaktiver ist, sondern nur bezogen auf bestimmte Reaktionspartner. So bindet zum Beispiel [B12Cl11]− Edelgase stärker als [B12F11]−, letzteres bindet dafür stärker CO und N2. Dieser Unterschied lässt sich dadurch erklären, dass die Bindungsstärke zu Edelgasen durch die Elektrophilie des vakanten Boratoms dominiert wird, während die Bindung zu N2 oder CO erheblich durch die Ausbildung von π-Rückbindungen beeinflusst wird (vgl. Abschnitt Reaktionen mit biatomaren Molekülen). Bei der π-Rückbindung kommt es zu einem Elektronentransfer aus besetzten Molekülorbitalen des [B12X11] − in die antibindenden π-Orbitale des N2 beziehungsweise CO. Da eine geringere Elektrophilie des vakanten Boratoms aber mit energetisch höher liegenden besetzten Orbitalen und somit auch mit einer gesteigerten Fähigkeit einhergeht, Elektronendichte abzugeben, ist der schwächste Edelgasbinder gleichzeitig der stärkste N2- und CO-Binder unter den superelektrophilen Anionen und umgekehrt.

## Theoretische Untersuchungen / Computersimulationen
Ergänzend zu den beschriebenen experimentellen Untersuchungen wurde die Reaktivität der superelektrophilen Anionen auch durch theoretische „Computational Chemistry“-Methoden umfangreich untersucht. Die Edelgas-Bor-Bindung wurde dabei sowohl in kombiniert experimentell-theoretischen Studien als auch in unabhängigen Theoriestudien analysiert. Hierfür wurden Methoden wie Quantum Theory Of Atoms In Molecules (QTAIM) und Energy Decomposition Analysis (EDA) eingesetzt. Auch die Möglichkeit, Verbindungen der superelektrophilen Anionen mit Edelgasen in der kondensierten Phase zu stabilisieren, wurde diskutiert und theoretisch untersucht.
Darüber hinaus befassen sich andere theoretische Studien mit der Reaktivität gegenüber H2 oder mit bisher experimentell nicht zugänglichen elektrophilen Anionen. Hierzu gehören Beryllium-haltige, superelektrophile Dianionen sowie die Anionen [B12(BO)11]− und [B12(OBO)11]−.

## Wissenschaftliche Bedeutung und potenzielle Anwendungen
Die außergewöhnliche Reaktivität der superelektrophilen Anionen ermöglicht es ihnen, Bindungen zu grundsätzlich sehr unreaktiven Atomen oder Molekülen aufzubauen. Solche Reaktionen zwischen superelektrophilen Anionen und unreaktiven Substanzen sind in vielerlei Hinsicht von Interesse:
Erforschung neuer Reaktionsmechanismen für die direkte Funktionalisierung unreaktiver Ressourcen:
Viele natürliche Ressourcen wie N2, CO2 oder kleine Kohlenwasserstoffe sind sehr reaktionsträge aufgrund der stabilen Bindungen innerhalb der Moleküle. Dies steht einer effizienten Nutzung dieser Ressourcen im Wege, die jedoch von äußerst großem ökologischem und wirtschaftlichem Interesse wäre. Mithilfe der superelektrophilen Anionen können neue Kenntnisse über Mechanismen der direkten Funktionalisierung solch unreaktiver Verbindungen gewonnen werden, die in Zukunft möglicherweise bei der gezielten Suche nach Methoden zur Nutzung unreaktiver Ressourcen hilfreich sein könnten.
Herstellung exotischer Verbindungen für die chemische Grundlagenforschung:
Reaktionen mit [B12X11]−-Anionen ermöglichen die Herstellung einer ganzen Reihe von exotischen Verbindungen, die für die chemische Grundlagenforschung interessant sind. Dazu gehören zum Beispiel edelgashaltige molekulare Anionen oder hochgeladene Clusterionen, die auf anderem Wege synthetisch nicht zugänglich sind. Zu den edelgashaltigen molekularen Anionen gab es zwar bereits einige Forschungsarbeiten, doch die meisten von ihnen sind rein theoretischer Natur. Demgegenüber lassen sich edelgashaltige Anionen des Typs [B12X11-EG]− (EG = Edelgas) tatsächlich experimentell herstellen und das nicht nur bei Temperaturen in der Nähe des absoluten Nullpunktes (0 Kelvin), sondern auch bei Raumtemperatur (298 Kelvin). Darüber hinaus sind sie vergleichsweise robust gegenüber Angriffen durch Nukleophile wie zum Beispiel Wasser. Bei Raumtemperatur lassen sich kleine Mengen davon in Vakuuminstrumenten kaum vermeiden, sodass das vorhandene Wasser dazu neigt, die entstandenen edelgashaltigen Reaktionsprodukte durch Substitutionsreaktionen wieder zu zerlegen. Dieses Problem spielt bei den hier beschriebenen edelgashaltigen Anionen des Typs [B12X11-EG]− jedoch keine große Rolle.
Herstellung neuartiger Substanzen als Prototypen für potenzielle Medikamente:
[B12X11]−Ionen können direkt an größere organische Strukturen gebunden werden, um auf diese Weise ganz neue borhaltige, organische Moleküle herzustellen. Solche neuartigen Moleküle könnten in Zukunft interessante Reagenzien zum Beispiel für Krebsmedikamente im Rahmen der Bor-Neutroneneinfangtherapie darstellen. Dafür müssten allerdings zunächst die Synthesemethoden dahingehend verbessert werden, dass deutlich mehr Ausbeute in der kondensierten Phase zu erreichen ist.
Erzeugung permanenter Ionen für Analysen mit der Elektrospray-Massenspektrometrie:
Durch Anbindung von [B12X11]− an neutrale, unpolare Moleküle lassen sich diese in permanente Ionen umwandeln. Das hat den Vorteil, dass sich neue Perspektiven für die Analyse dieser unpolaren Moleküle mit der Elektrospray-Massenspektrometrie ergeben, die ohne die Anbindung an die [B12X11]− - Ionen nicht möglich wären.

## Forschungsstandorte
Ihren Ursprung hat die Forschung zu superelektrophilen Anionen in der Gasphase an der Universität Bremen und am Wilhelm-Ostwald-Institut (WOI) der Universität Leipzig. Der Schwerpunkt befindet sich derzeit am WOI, da dort nach wie vor die meisten experimentellen Studien stattfinden.
US-Forschungsgruppen vom Pacific Northwest National Laboratory (PNNL) in Richland und von der Purdue-Universität in West Lafayette konnten durch Kooperationen mit dem WOI ebenfalls wichtige experimentelle Beiträge zur Erforschung superelektrophiler Anionen leisten.
Die Präkursoren, welche zur Erzeugung der elektrophilen Anionen Verwendung finden, werden größtenteils an der Bergischen Universität Wuppertal synthetisiert. Theoretische Untersuchungen zu dieser Verbindungsklasse wurden bereits von vielen Gruppen in aller Welt – wie zum Beispiel in den USA, in China, Indien oder Deutschland – durchgeführt.